# Antonio Moscheni
Antonio Moscheni, né le 17 janvier 1854 à Stezzano, près de Bergame (Italie) et décédé le 15 novembre 1905 à Cochin, au Kerala (Inde), était un frère jésuite italien, missionnaire en Inde, et peintre religieux de renom.

## Biographie
Né à Stezzano, en Italie le 17 janvier 1854 Moscheni est étudiant à l’Académie Carrara de Bergame et passe un an au Vatican pour y étudier les chefs-d’œuvre de la peinture. On peut voir certaines œuvres de jeunesse dans sa ville natale de Bergame, particulièrement au sanctuaire de la ‘Madonna dei Campi’ dont plusieurs fresques sont de son pinceau. Moscheni a déjà un certain renom, avec des expositions à Milan (1883) et Turin (1884), lorsqu’il entre au noviciat de la Compagnie de Jésus le 30 juillet 1889, à Portore (aujourd’hui Kraljevica, en Croatie).
Sa formation spirituelle terminée il passe plusieurs années à décorer des églises et chapelles en Italie, Croatie et Albanie. Envoyé rejoindre la mission indienne des jésuites italiens il arrive à Mangalore en 1898. On lui confie la chapelle du nouveau collège Saint-Louis à décorer. Le travail lui prend près de deux ans. La chapelle devient une unique œuvre d’art baroque en Inde. Tout y est décoré de fresques et toiles à la manière baroque : de nombreuses scènes de la vie de saint Louis de Gonzague (le saint patron du collège) mais aussi les autres saints et martyrs de la Compagnie de Jésus, les autels de saint Ignace et de saint François Xavier, la Vierge Marie, saint Joseph, les apôtres, les fondateurs d'ordre religieux, et les mystères de la foi chrétienne. Ces illustrations de scènes des évangiles et de l’histoire des saints dans une langue que tout visiteur peut comprendre sont la manière choisie par le frère Moscheni pour prêcher l’évangile.
Le plus étonnant est que l’artiste n’hésita pas à peindre Sarasvati, déesse hindoue de la Connaissance et des Arts, comme fond de scène dans la salle de fête du collège. C’est accompagné d’une citation en sanscrit: «Satyam Eva Jayate». Pour un artiste catholique, de la fin du XIXe siècle c’est d’une grande audace!
Il était prévu que le frère Moscheni retourne en Italie après avoir terminé son œuvre à Mangalore. Mais des demandes parviennent bientôt... L’archevêque de Bombay lui demande de décorer la nouvelle église du Saint-Nom, à Bombay (plus tard cathédrale de l’archidiocèse). Et ensuite la cathédrale Sainte-Croix à Cochin.
Le travail n’est pas encore achevé – Moscheni vient de terminer le sanctuaire – lorsque l’artiste tombe malade en septembre 1905. Il est victime d’une grave crise de dysenterie. Il semble se remettre, mais fait une rechute et meurt le 15 novembre 1905, à Cochin, où il est enterré dans le cimetière catholique.